# Francis (auteur)
Pour les articles homonymes, voir Francis.
Francis Bertrand, dit Francis, né le 24 avril 1937 à Uccle (Bruxelles-Capitale, Belgique) et mort le 26 octobre 1994 à Rixensart (Wallonie, Belgique), est un auteur de bande dessinée belge francophone, principalement connu pour la série Marc Lebut et son voisin.
Après des débuts dans la presse belge, il intègre le studio de Peyo où il travaille comme assistant sur les séries Johan et Pirlouit et Les Schtroumpfs.
Il publie ensuite de nombreuses séries éphémères dans divers magazines de bande dessinée, dont notamment Monsieur Bouchu qui vivra plusieurs aventures à suivre pour l’hebdomadaire J2 Jeunes entre 1965 et 1968, avant de créer la série Marc Lebut et son voisin en 1966 avec le scénariste Maurice Tillieux, série qu'il poursuivra seul, après le décès de ce dernier survenu en 1978, jusqu'en 1986.
Il crée également la série Capitaine Lahuche, qu'il anime entre 1971 et 1977.
Le style graphique de Francis, proche de celui de Peyo, s'inscrit dans le mouvement de la bande dessinée franco-belge et de l'école de Marcinelle.

## Biographie

### Les débuts
Francis Bertrand naît le 24 avril 1937 à Uccle, une commune bruxelloise, d’un père artiste peintre spécialisé dans les marines et les scènes méditerranéennes. Passionné par le dessin et les automobiles anciennes, il réunit ses deux passions dans sa première bande dessinée publiée dans le quotidien belge La Cité en 1957 sous le titre Plein gaz dont le héros est un pilote dénommé Many-Vaile. Il est remarqué et engagé par l’International Press, un studio de dessinateurs travaillant pour la presse belge, auquel participent de futurs dessinateurs de bande dessinée tels Mittéï et Greg. Sa carrière est interrompue par le service militaire qu’il effectue dans l’artillerie,,. Rendu à la vie civile, il reprend son activité de dessinateur en réalisant, sur des scénarios de Greg, les séries Luc Junior et Toutsy dans les quotidiens belges La Dernière Heure en 1960 et La Libre Belgique en 1961.
Il rencontre alors le dessinateur Eddy Ryssack, qui est chargé de créer le studio de dessins animés des éditions Dupuis (qui sera ensuite dénommé TVA Dupuis), avec lequel il réalise deux courts-métrages d’animation, Le Petit Noël d’après André Franquin et Le Voleur de Schtroumpfs d’après Peyo.

### Le studio Peyo
Francis intègre ensuite le studio créé par Peyo pour travailler comme assistant sur les diverses séries de celui-ci. Il participe ainsi à la refonte des mini-récits des Schtroumpfs pour leur édition en albums à la suite du succès de l’album de la série Johan et Pirlouit, La Flûte à six schtroumpfs, ainsi qu’au lettrage et aux décors de l’album Le Pays maudit.

### Les collaborations àSpirou
À partir de 1962, et jusqu’en 1973, Francis publie régulièrement des mini-récits (dix-huit au total) proposés en supplément dans Spirou. Pour ce format, il crée la série L’Homme du château qui connaît dix mini-récits et une courte histoire complète entre 1969 et 1973.
Francis réalise en outre quelques histoires courtes : 
- Les Œufs de Clocheville en 1966,
- L’Échelle invention pratique et Les Penseurs de Rodaim en 1967
- Le Téléphone invention pratique en 1968
- trois gags de Clap, mettant en scène un animateur de télévision en 1969 et 1971
- Mimile et l’étoile filante en 1972
- Le Robinson du cosmos et La Rose spatiale en 1973,
- La Ménagerie fantastique (sur scénario de Raoul Cauvin) en 1974.

### Les collaborations à d'autres périodiques
Parallèlement, Francis collabore avec d’autres périodiques, pour lesquels il crée des séries éphémères :
- Dans les griffes de Lunkov, une bande à suivre publié dans l'hebdomadaire La Semaine d’Averbode en 1962, où, après Many-Vaile et avant Marc Lebut, une automobile ancienne joue un rôle central[4],

- Monsieur Bulle, de courts récits complets publiés dans le mensuel Record (deux en 1964 et un en 1966), dans lesquels un automobiliste, dont la physionomie préfigure celle de Goular, le voisin de Marc Lebut, roule lui aussi dans un vieux tacot[5],

- Petitbois, publiée dans le Journal des Pieds Nickelés en 1964,

- Le Voisin de Mr Doubillet, un court récit publié dans Pilote en 1964[6],

- Jett Parther, de courts récits complets publiés dans Pilote entre 1964 et 1967[7],

- Katty, quelques courts récits publiés dans l’hebdomadaire J2 Magazine,

- Pat Cadwell, deux courts épisodes d’une série western dessinée dans un style réaliste sur scénario de Guy Hempay publiés dans l’hebdomadaire J2 Jeunes en 1965 (la série sera poursuivie par le dessinateur Noël Gloesner)[8],

- Le Journal de François, illustrations hebdomadaires des courts romans écrits par Hélène Lecomte-Vigié publiés dans l’hebdomadaire J2 Jeunes entre 1965 et 1968[9],

- Monsieur Bouchu, sa plus longue série en dehors de Marc Lebut, pour laquelle il réalise quelques récits complets puis sept aventures à suivre de 40 à 50 planches chacune, publiée dans l’hebdomadaire J2 Jeunes entre 1965 et 1968, dont le personnage central est également proche physiquement de Goular[10],

- divers courts récits publiés dans l’hebdomadaire J2 Jeunes entre 1965 et 1968 (Ah ! La vache ! sur scénario de Guy Hempay, Dominique Laguigne le pauvre riche, Auguste Ballon, inventeur ignoré et la série de gags Comment faire rire)[11],

- L’Extra terrestre, un court récit publié dans Pilote en 1966[6],

- Lahuri, une courte série de gags écrits par Vicq publiés dans Tintin en 1966 et 1967[12],

- Tournicotour, un court récit écrit par Vicq publié dans Tintin en 1966[13],

- Un Barbu a disparu, une aventure de la série Jacky et Célestin qu'il réalise pour Peyo avec Roger Leloup (qui écrit le scénario et réalise les décors), publiée dans Le Soir Illustré en 1967 et 1968[14],[15].

Au début des années 1970, il assiste Greg pour la réalisation de quelques épisodes de la série Les As publiée dans Pif Gadget.

### Les collaborations à des périodiques étrangers
Au début des années 1970, Francis travaille occasionnellement pour des périodiques allemands et italiens. Il assiste ainsi Berck dans sa reprise de la série de science-fiction humoristique Mischa destinée aux publications de Rolf Kauka en Allemagne et collabore avec des magazines italiens, Il Corriere dei Piccoli (dans lequel une traduction de Marc Lebut est publiée sous le titre Pippo Scrocca e il Ragioner Candel), et Il Giornalino (it) pour lequel il crée, sur des scénarios de Vicq, la série de gags mettant en scène un cascadeur, Bill Fracassa, qui sera rebaptisée Bomm Giovanni lors de sa nouvelle publication dans le magazine allemand Zack (Zeitschrift) (de) en 1975, pour lequel il réalise ensuite l’année suivante, avec son assistant Jean-Richard Geurts (le futur Janry), une histoire de la série Die Pichelsteiner, dont les protagonistes sont les membres d’une famille de l’âge de pierre,.

### La Ford T
Au cours de l’année 1965, Francis, qui recherche un scénariste, demande à Maurice Tillieux, dont il apprécie l’humour, s’il était d’accord de collaborer avec lui sur une nouvelle série burlesque qui mettrait en scène une automobile ancienne.
C’est ainsi que Tillieux crée pour Francis une nouvelle série, tout d’abord baptisée La Ford T, puis renommée Marc Lebut et son voisin, qui fait son apparition dans le no 1452 de Spirou du 10 février 1966 et dont le succès est immédiat,.
Devant le succès de Marc Lebut, Francis abandonne presque toutes ses autres séries, et engage un assistant en la personne de Roger Leloup, qu’il avait connu au studio Peyo et qui travaille alors au studio Hergé (avec lequel il réalisera également une aventure de la série Jacky et Célestin, Un Barbu a disparu), pour la réalisation des décors de la série Monsieur Bouchu.
Au fur et à mesure de l’évolution de la série, Maurice Tillieux, par ailleurs accaparé par les nombreuses séries qu’il anime dans Spirou, laisse de plus en plus de latitude à Francis qui réalise ainsi seul les gags en une planche et certains récits plus longs, le scénariste n’intervenant que pour améliorer certains découpages et placer quelques gags et calembours.
Après le décès accidentel de Maurice Tillieux, le 2 février 1978, Francis poursuit seul la série, parfois avec l’aide du scénariste Raymond Maric mais la série périclite et disparaît des pages de Spirou en 1983 après la publication de 14 albums par les éditions Dupuis, Francis publiant encore un ultime récit en album aux éditions Récréabull (sur scénario de Lucien Froidebise) en 1986. Une intégrale en 11 volumes est publiée par les éditions Le Coffre à BD entre 2006 et 2014.

### Capitaine Lahuche
Tout en poursuivant Marc Lebut, Francis crée, dans l’hebdomadaire Spirou, une nouvelle série, Capitaine Lahuche contant les aventures du capitaine d’un remorqueur baptisé Le Tyran d’eau, dont la particularité est de ne jamais rien remorquer mais de transporter des passagers, chaque traversée générant une aventure humoristique différente. La série connaîtra de nombreux récits complets et une histoire à suivre de 30 planches entre 1971 et 1977 (parfois sur des scénarios de Jean-Marie Brouyère, Mittéï ou Jacques Stoquart) mais ne sera pas éditée par Dupuis, seul un album broché noir et blanc étant publié en 1984 par les éditions Bédésup.

### Les dernières publications
Pour Spirou, Francis crée sa dernière série, Les Soldats de plomb, qui connaît plus d’une centaine de gags en demi-pages en 1979 pour laquelle il adopte un style graphique très simplifié.
Malade, Francis apparaît une dernière fois comme décorateur de François Walthéry dans l’album Tchantchès publié en 1988 aux éditions Khani,.
Il meurt le 26 octobre 1994 à Rixensart, à l’âge de 57 ans.

## Publications

### Périodiques

#### Mini-récits publiés en supplément dansSpirou
- 1962 : Alerte au plombier volant!, Mini-récit no 95, éd. Dupuis
- 1962 : La Bosse des maths, Mini-récit no 122, éd. Dupuis
- 1963 : Les Malheurs de Jules Verny, Mini-récit no 147, éd. Dupuis
- 1964 : La Guerre du Teddy-Bear, Mini-récit no 206, éd. Dupuis
- 1965 : Rapataban et le grain de sable, Mini-récit no 265, scénario Lucien De Gieter, éd. Dupuis
- 1965 : Pony et le docteur Protoxyde, Mini-récit no 280, scénario Francis, dessin Lucien De Gieter, éd. Dupuis
- 1969 : Château à vendre, Mini-récit no 446, éd. Dupuis
- 1969 : Château hanté à vendre, Mini-récit no 457, éd. Dupuis
- 1969 : Château à revendre, Mini-récit no 460, éd. Dupuis
- 1969 : Château invendable, Mini-récit no 478, éd. Dupuis
- 1970 : Château incassable à vendre, Mini-récit no 492, éd. Dupuis
- 1970 : L’Homme du Château, Mini-récit no 494, éd. Dupuis
- 1970 : La Foire du livre, Mini-récit no 495, éd. Dupuis
- 1970 : Son et lumière pour un château à vendre, Mini-récit no 515, éd. Dupuis
- 1971 : Rentrée des classes au château, Mini-récit no 533, éd. Dupuis
- 1972 : Auberge du château, Mini-récit no 545, éd. Dupuis
- 1973 : Picotin pêche à la ligne, Mini-récit no 552, éd. Dupuis
- 1973 : Le Robinson du cosmos, Mini-récit no 553, éd. Dupuis

### Albums
- Marc Lebut et son voisin, éditions Dupuis, scénario Maurice Tillieux et Francis

1. Allegro Ford T, 1968
2. L'Homme des vieux, 1969
3. Balade en Ford T, 1970
4. Voisin et Ford T, 1971
5. La Ford T dans le vent, 1971
6. La Ford T gagne, 1972
7. La Ford T en vadrouille, 1972
8. Ford T antipollution, 1973
9. La Ford T en vacances, 1974
10. Gags en Ford T, 1975
11. La Ford T énergique, 1977
12. Ford T fortissimo, 1978
13. La Ford T récalcitrante, 1979
14. La Ford T fait des bonds, 1980

éditions Récréabull, scénario Lucien Froidebise
1. Le Voisin porte-veine, 1986

éditions Le Coffre à BD, scénario Maurice Tillieux, Francis, Raymond Maric et Lucien Froidebise
1. Intégrale 1 : 1966-1968, 2006  (ISBN 2-350-07040-9) — Réédition en 2012  (ISBN 978-2-350-07235-7).
2. Intégrale 2 : 1968-1969, 2007  (ISBN 2-350-07055-7) — Réédition en 2012  (ISBN 978-2-350-07246-3).
3. Intégrale 3 : 1969-1970, 2008  (ISBN 2-350-07081-6) — Réédition en 2012  (ISBN 978-2-350-07248-7).
4. Intégrale 4 : 1970-1971, 2008  (ISBN 2-350-07099-9) — Réédition en 2012  (ISBN 978-2-350-07255-5).
5. Intégrale 5 : 1971, 2009  (ISBN 978-2-35007-259-3) — Réédition en 2013  (ISBN 978-2-350-07259-3).
6. Intégrale 6 : 1972-1973, 2009  (ISBN 978-2-35007-278-4) — Réédition en 2013  (ISBN 978-2-350-07278-4).
7. Intégrale 7 : 1973-1975, 2010  (ISBN 978-2-350-07145-9) — Réédition en 2013  (ISBN 978-2-350-07280-7).
8. Intégrale 8 : 1975-1977, 2011  (ISBN 978-2-350-07166-4) — Réédition en 2014[25] (ISBN 978-2-350-07304-0).
9. Intégrale 9 : 1977-1979, mai 2011  (ISBN 978-2-350-07189-3) — Réédition en 2014[25] (ISBN 978-2-350-07305-7).
10. Intégrale 10 : 1980-1983, septembre 2011  (ISBN 978-2-350-07191-6) — Réédition en 2014  (ISBN 978-2-350-07326-2).
11. Intégrale 11 : 1982-1986 et inédits, 22 octobre 2014  (ISBN 978-2-350-07331-6)

- Capitaine Lahuche

1. Croisière mouvementée + L'Île déserte, 1984, éditions Bédésup.

### Collectifs
- Tchantchès, Khâni, Saive, 1988
Scénario : Michel Dusart et Jean Jour - Dessin : François Walthéry - Couleurs : Vittorio Leonardo -  (ISBN 2-907159-02-X),Décors : Francis et Laudec. Avec la participation de Bernard Graillet, Kris De Saeger, Marc Hardy, Didier Casten et Étienne Borgers. Album traduit en wallon liégeois par Jeanne Houbart-Houge et en néerlandais.
- Images du scoutisme - 50 ans de calendrier FSC[26], FSC, Bruxelles, 1991
Scénario et couleurs : collectif - Dessin : collectif dont Francis,Préface : Stéphane Steeman. Participation : juillet 1973, avril ; décembre 1975.